# 篠田愛純
篠田 愛純（しのだ あずみ、1998年2月23日 ‐ ）は東海テレビ放送のアナウンサー。

## 来歴
埼玉県出身。高校時代に所属した放送部での活動を通じてアナウンサーを志す。法政大学キャリアデザイン学部在学時には、同大学の自主マスコミ講座を受講していた。
2020年4月に山口朝日放送に入社し、同期の宮原睦実とともに同局のアナウンサーになる。
2022年3月に山口朝日放送を退社し、同年4月に東海テレビへ移籍した。

## 担当番組
- どき生らいぶ（山口朝日放送）[4]
- アサデス。九州・山口 → アサデス。7（九州朝日放送）[4]
- Jチャンやまぐち（山口朝日放送）[4]
- ナビテレ！（山口朝日放送）[4]
- NEWS ONE（東海テレビ）[1] - 金曜フィールドキャスター
- タイチサン!（東海テレビ）[1]
- 中日新聞テレビ日曜夕刊（東海テレビ）[1]
- ドラゴンズTODAY（東海テレビ）[1]
- スイッチ!（東海テレビ） - 木・金曜日MC（2025年4月3日 - ）[注 1]
- おぎやはぎテラス〜きょう、12時にどこ?〜（東海テレビ） - ナレーション[6]
- ドラHOTプラス（東海テレビ） - MC（2024年3月30日 - ）
- SKE48とちょっとそこまで（東海テレビ） - ナレーション[7]（2024年5月7日 - ）
- TIP OFF! シーホース（東海テレビ） - ナレーション[7]（2024年6月1日 - ）
- KEIBA BEAT（東海テレビ） ‐ MC [7]（2025年7月27日 ‐ ）